# 今年も生だよ!笑いっぱなしのお正月!ざっくり新年会
『今年も生だよ!笑いっぱなしのお正月!ざっくり新年会』（ことしもなまだよ わらいっぱなしのおしょうがつ -しんねんかい）は、テレビ東京系列で2014年と2015年の2回に渡って、1月1日未明に生放送されたお正月（新春）のバラエティ特別番組。

## 概要
- 2005年から2013年まで1月1日の元日に放送されていた『今年も生だよ芸人集合 笑いっぱなし伝説』が前身として替わりスタート。
- 前回まではやりすぎコージーをベースに作られたが、今回はざっくりハイタッチをベースとした番組となっており、司会も今田耕司と東野幸治に代わってざっくり出演者の千原ジュニア、小籔千豊、フットボールアワーが務める。
- 2016年は放送されず、『2016年新春SP その目で確認バラエティー! ザ・チョクメンタリー』（0:50 - 3:00）と『初笑い!朝まで爆笑寄席2016年』（3:00 - 5:25）の2本立てとなった。

## 出演

### 司会
- 千原ジュニア
- 小籔千豊
- フットボールアワー（後藤輝基、岩尾望）

### アシスタント
テレビ東京アナウンサー
- 相内優香
- 秋元玲奈
- 鷲見玲奈

### 出演芸人
2014年
FUJIWARA、桂三度、ケンドーコバヤシ、陣内智則、藤井隆、COWCOW、サバンナ、次長課長、ブラックマヨネーズ、野性爆弾、関好江（ボルサリーノ）、レイザーラモン、森三中・大島美幸&黒沢かずこ、ロバート、山崎静代（南海キャンディーズ）、千鳥、NON STYLE、ピース、平成ノブシコブシ、笑い飯、ウーマンラッシュアワー、友近、銀シャリ、スリムクラブ、ジャルジャル、ハリセンボン、オリエンタルラジオ、パンサー、ジャングルポケット、デニス、マテンロウ
2015年
蛭子能収、FUJIWARA、TKO、桂三度、土肥ポン太、サバンナ、野性爆弾、柴田英嗣（アンタッチャブル）、レイザーラモン、椿鬼奴、黒沢かずこ（森三中）、ロバート、ウーマンラッシュアワー、千鳥、綾部祐二（ピース）、笑い飯、アンガールズ、ずん、ジャルジャル、パンサー、三四郎、渡辺直美、あばれる君、松下宣夫（デニス）／今井成美、葵ゆりか／紺野ひかる、香山美桜

## スタッフ
2015年1月1日放送分
- 総合演出：並木慶（BACK-UP）
- 構成：長谷川朝二、松本真一、遠藤敬、はしもとこうじ、鈴木功治、玉置高幸
- TD：穂之上秀男
- カメラ：村上岳文
- VE：杉山博紀
- 音声：斉藤孝行
- 照明：大郷智広
- 技術・美術協力：テクノマックス、テレビ東京アート、Nextry、麻布プラザ、テレフィット、デジデリック、Trash、JIMA、よしもと漫才劇場、CRAZY TV、ナカムラ綜美、東宝舞台、テルミック、東京チューブ、東京衣裳、花音
- 美術：薬王寺哲朗
- デザイン：三重野基
- 美術進行：仙田拓也
- 電飾：大場一哉
- 大道具：工藤義昭
- 小道具：植田幸奈
- アクリル装飾：是安弘樹
- メイク：山田かつら
- 衣裳：吉永勝、興津靖江
- TK：葛貫明子、飛田亜也
- 音響効果：遠藤治朗
- 観客動員：BEEPS
- ディレクター：高畑忠司、中根拓也（RUMBLE BEE inc.）、阿部和孝（オフィスクライン）、玉城良浩（BACK-UP）／川田忠仁・田川裕也・石原良憲・上原太志（全員BACK-UP）、矢部宏光・ブロドスキー ルイス（2人共テレビ東京）、才藤仁・小島志穂里（2人共よしもとクリエイティブ・エージェンシー）
- 演出：扇山篤司（BACK-UP）
- AP：岩下裕一郎（テレビ東京）、鈴木あゆみ（極東電視台）、花田真志（よしもとクリエイティブ・エージェンシー）、泉亜希子・最上つばさ（2人共BACK-UP）
- プロデューサー：伊藤隆行・金子優（2人共テレビ東京）、宮本稔久（よしもとクリエイティブ・エージェンシー）、礒田裕子（BACK-UP）
- 協力：BACK-UP MEDIA
- 制作協力：吉本興業
- 製作著作：テレビ東京

## 関連番組
- ざっくりハイタッチ